# Hee Oh
Hee Oh (en hangul: 오희; 1969) és una matemàtica sud-coreana que treballa en sistemes dinàmics. Ha fet contribucions en dinàmica i les seves connexions amb la teoria de nombres. És una estudiant de dinàmiques homogènies i ha treballat extensament en el recompte i l'equidistribució per a tamisos d'Apoloni, catifes de Sierpinski i balls de Schottky. És actualment la professora Abraham Robinson de matemàtiques de la Universitat Yale.

## Carrera
Es va graduar en matemàtiques a la Universitat Nacional de Seül l'any 1992, i va obtenir el seu doctorat per la Universitat Yale al 1997 sota el mentoratge de Grigori Margulis. Ha treballat a la Universitat de Princeton, a l'Institut Tecnològic de Califòrnia i a la Universitat de Brown, entre d'altres, abans d'unir-se al Departament de Matemàtiques de la Universitat Yale com la primera acadèmica de Matemàtiques en aquesta universitat.

## Honors
Hee Oh va ser una presentadora convidada al Congrés Internacional de Matemàtics a Hyderabad l'any 2010, i va donar una presentació guiada en la Reunió de Matemàtica Conjunta d'AMS-MAA de 2012. Al 2012 es va convertir en membre inaugural de la Societat Americana de Matemàtiques. Des de 2010, ha treballat en el consell consultor científic de l'Institut americà de Matemàtiques. Va rebre el Premi Ruth Lyttle Satter de Matemàtiques l'any 2015.